# Croix Blanche OSL Angers
Croix Blanche Omnisports et Loisirs Angers oder auch kurz CBOSL Angers ist ein in der französischen Stadt Angers beheimateter Sportverein. Der Klub hat insbesondere durch seine Frauenfußballabteilung Bedeutung erlangt; deshalb steht diese Abteilung in diesem Artikel im Mittelpunkt.

## Geschichte
1962 gründete die Pfarrgemeinde Saint-Pierre de la Croix Blanche eine Fußballabteilung, die sich anfangs FC Croix Blanche nannte und ihre Spielstätte hinter der gleichnamigen Kirche hatte. Ob der Verein damals zunächst dem katholischen Sportverband Fédération Sportive de France (FSF) oder bereits der Fédération Française de Football (FFF) angehörte, ist den vorliegenden Quellen nicht zu entnehmen, ebenso wenig das genaue Gründungsdatum seiner Frauenfußballsparte.
Heutzutage (2015) tritt die Ligaelf im städtischen Stade de l’Arceau an. Die Vereinsfarben sind Grün und Weiß.

## Ligazugehörigkeit und Erfolge
Während die Fußballer des Vereins nie über die Mitwirkung in einer unteren regionalen Liga hinausgekommen sind, konnten die Fußballerinnen sich zum ersten Mal zur Saison 1990/91 für die frankreichweite Meisterschaftsendrunde qualifizieren, die damals noch in Endrundenturnierform mit einer Mischung aus Gruppen- und K.-o.-Spielen ausgetragen wurde. Dabei belegten sie in ihrer Vorrundengruppe allerdings nur den letzten Rang. Als 1992 eine erste Frauenliga (Championnat National 1 A) eingeführt wurde, fand CBOSL Angers darin keine Aufnahme. Erst 1998 stieg die Frauschaft als Gruppensieger dorthin auf – und am Ende ihrer Debütsaison auch sofort wieder ab. Von 2003 bis 2010 waren sie sogar nur noch in der Drittklassigkeit vertreten, seither spielen sie – mit Ausnahme der Saison 2016/17 – wieder in der zweiten Liga, die inzwischen Division 2 Féminine heißt; über einen Mittelfeldplatz in der jeweiligen Abschlusstabelle sind sie dort seither nicht hinausgekommen, 2019 sogar erneut in die dritte Liga abgestiegen.
Im seit 2001 veranstalteten Landespokalwettbewerb gelang Croix Blanche gleichfalls erst ab der Saison 2010/11 die Qualifikation für die Hauptrunde, in der sie bisher in der Regel stets frühzeitig ausschieden. Lediglich 2013/14 drangen sie bis in die Runde der letzten 16 Mannschaften vor, in der sie sich gegen einen Zweitligakonkurrenten im Elfmeterschießen geschlagen geben mussten.

## Bekannte ehemalige Spielerinnen
- Jessica Houara, als Kind und Jugendliche (bis 2003)
- Sophie Ryckeboer-Charrier, am Ende ihrer Karriere (1994–1998)